# 石川啄木賞
石川啄木賞（いしかわたくぼくしょう）は、日本にあった歌人・俳人・詩人・エッセイスト（随筆家）のための、公募のコンクールによる総合的な文芸の新人賞。最大時は、短歌・俳句・詩（散文詩・自由詩・現代詩）・エッセイ（随筆）の4部門があった。岩手日報文学賞の啄木賞、啄木風短歌全国公募の啄木賞、東京都俳句連盟の石川啄木賞などとは異なる。

## 概要
石川啄木賞は、北溟社によって創設された。「清貧にして早逝した天才作家石川啄木にちなみ、真摯に文芸に取り組んでいる作家にスポットを当てる」事を目的としている。第2回目までは、文芸愛好者用の懸賞コンテストとは異なり、プロの文芸家を発掘する登竜門として設けられていた。第3回目より、公募ではなくなり、自社から出版した本だけを表彰対象とするようになり、賞の性質が変化。エッセイ部門は第2回目より新設。
第2回までは、短歌部門は30首、俳句部門は30句、詩部門は5篇、エッセイ部門は10～20枚が対象。各部門の選者は、大塚寅彦・加藤治郎（短歌）、加古宗也・黛まどか（俳句）、菊田守・佐藤文夫（詩）、中原道夫・小島哲夫（エッセイ）。
歴史の浅い賞であったため、募集時期や賞品は一定でなかった。第2回目の賞品は、賞金10万円（各部門）・賞状であった。
この賞の短歌部門の前身としては2002年の北溟短歌賞があり、今橋愛（正賞）、石川美南（次席）、永井祐（次席）を輩出した。選考委員は、穂村弘、水原紫苑の2名。
第2回を最後に、以降は開催されていない。

## 開催年と入賞者

### 北溟短歌賞
- 短歌 今橋愛「Ｏ脚の膝」

### 第1回 08年度
- 短歌 歌崎功恵「橋を越えて」
- 俳句 武藤若菜「花火」、小林奈穂「あこがれ」（奨励賞に田口茉於）
- 詩 倉臼ヒロ「子牛」

### 第2回 09年度
- 短歌 堀田季何「飲食（おんじき）」
- 俳句 藤原明子（俳句）「鳥」、立花藏「自由な木」
- 詩 河野昌子「夕焼け」ほか
- エッセイ 該当者なし（優秀賞に宮崎利恵「雪消えの里」）